# Con Ella
Con Ella er en dansk dokumentarfilm fra 2004 instrueret af Malene Choi Jensen.

## Handling
Denne artikel mangler et handlingsreferat. Hjælp os med at skrive det.